# Society of Motion Picture and Television Engineers
De Society of Motion Picture en Television Engineers, afgekort tot SMPTE, is een internationale vereniging gericht op standaardisatie voor professionele film- en videotechnologie.

## Geschiedenis
De vereniging werd in 1916 opgericht als de Society of Motion Picture Engineers (SMPE) voor de ontwikkeling van normen en standaarden, en om onderzoek, communicatie en voorlichting op het vlak van bewegende beelden te bevorderen. De eerste ingevoerde standaard was in 1917 en betrof de beeldsnelheid waarmee een film werd vertoond.
Met de komst van de televisie-industrie werd in 1950 de benaming "television" toegevoegd aan de naam van de vereniging.

## Standaarden
In de regel bereidt de vereniging zelf geen normen voor, maar treedt ze op als forum- en documentatieautoriteit. Bijna alle fabrikanten op het gebied van videotechnologie zijn lid van deze vereniging. Daarom vormen de overeenkomsten gedocumenteerd door de SMPTE de basis op dit technologiegebied naast de ITU- en ANSI-normen.
De belangrijkste standaarden waarin de SMPTE in het verleden een beslissende rol heeft gespeeld:
- Standaarden voor video- en filmbanden (1964-heden)
- Standaardisatie van tijdcode: SMPTE-timecode (1967/1969)
- Standaardisatie van hd-tv (1981-heden)
- Standaarden voor digitale videosignaaltransmissie:
  - SDI (SMPTE 259M, 1997 en SMPTE 344M, 2000)
  - SDTI (SMPTE 305M, 2000)
- Digitale videoformaat MXF, (SMPTE 377M ff., 2004)
- IMD (Intermodulation Distortion), een methode voor vervormingsmetingen in elektro-akoestiek[3]

## Gerelateerd
Gerelateerde organisaties zijn:
- Digital Video Broadcasting
- Europese Radio-unie
- Internationale Telecommunicatie-unie
- Joint Photographic Experts Group
- Moving Picture Experts Group